# 丝窝乡
丝窝乡，是中华人民共和国四川省凉山彝族自治州金阳县曾经下辖的一个乡。2021年1月12日，撤销丝窝乡，原丝窝乡尼波洛村、扎兰姑村所属行政区域为南瓦镇的行政区域；原丝窝乡丝窝村、洛古村所属行政区域为百草坡镇的行政区域。

## 行政区划
丝窝乡撤销前下辖以下地区：
扎兰姑村、尼波洛村、丝窝村和洛古村。